# Uzinfocom
UZINFOCOM — Единый интегратор по созданию и поддержке государственных информационных систем в Узбекистане. Образован в 2002 году. Входит в структуру Министерства цифровых технологий Республики Узбекистан.

## История
- В 2002 году Указом[2] Президента Республики Узбекистан было создано Государственное унитарное предприятие Центр развития и внедрения компьютерных и информационных технологий UZINFOCOM при Узбекском агентстве связи и информатизации (УзАСИ). Вся компьютерная техника и сети всех государственных органов обслуживались UZINFOCOM, в том числе по информационной безопасности.
- 29 августа 2017 года UZINFOCOM был преобразован[3] в Единый интегратор по созданию и поддержке государственных информационных систем и перерегистрирован как общество с ограниченной ответственностью для работы в проектах государственно-частного партнёрства.
- В апреле 2022 года в городе Ургенч открылось региональное подразделение UZINFOCOM по Хорезмской области.
- В мае 2022 года в городе Фергана открылось региональное подразделение UZINFOCOM по Ферганской области.[4]
- В мае 2023 года в городе Нукус открылось региональное подразделение UZINFOCOM по Республике Каракалпакстан.

### Руководство
- 2002—2005 годы — Ходжаев Алишер Джуракулович
- 2005—2013 годы — Рахимов Джалолатдин Камилжанович
- 2013—2015 годы — Джураев Иброхим Джураевич[5]
- 2015—2016 годы — Сайдалиев Гайратходжа Гафарходжаевич[6]
- 2016—2017 годы — Исаев Хусан Нуруллаевич[7]
- 2017 год — Мухитдинов Азиз Хакимович (исполняющий обязанности директора)[8]
- 2018 год — Тагалиев Улугбек Абдунабиевич (вр. и. о. директора)[9]
- 2018 год — Угай Александр Фёдорович
- 2018 год — Пулатов Фаррух Жахонгирович
- 2018 −2019 годы — Рахимов Джалолатдин Камилжанович[10]
- 5 июля 2019 года — настоящее время — Гимранов Эмиль Илдарович[11]

## Деятельность
Первые веб сайты основных организаций Республики Узбекистан были написаны специалистами UZINFOCOM.
В 2009 году UZINFOCOM становится оператором первого центра обработки данных (ЦОД) в стране (dc.uz).
UZINFOCOM является техническим оператором Центра обработки данных (ЦОД) электронного правительства Республики Узбекистан и обеспечивает работу Единого портала интерактивных государственных услуг (ЕПИГУ), Виртуальной приёмной Президента, Портала общественного мнения.
Постановлением Президента Республики Узбекистан №ПП-4321 от 18.05.2019 государственная доля UZINFOCOM была передана компании UMS.
В 2020 году государственная доля UZINFOCOM была передана Министерству по развитию информационных технологий и коммуникаций Республики Узбекистан.

### Проекты
- Портал обращений к Президенту
- Единый Портал интерактивных государственных услуг (ЕПИГУ)
- Единая электронная система разработки и согласования проектов нормативно-правовых актов
- Администрация доменной зоны .UZ
- Образовательный портал ZiyoNet
- Дата-центр dc.uz
- Портал общественного мнения
- Электронный парламент
- Онлайн поликлиника

В 2022 году командой UZINFOCOM начата разработка основанной на ядре Linux opensource-решения операционной системы Xinux.

## Международное сотрудничество
18 октября 2002 года UZINFOCOM подписал соглашение с ICANN и стал администратором домена верхнего уровня .uz
В июне 2022 года подписан Меморандум о сотрудничестве с ГП «Инфоком» Кыргызстана.